# Nicolaus Theodor Reimer
Nicolaus Theodor Reimer (* 23. Februar 1772 in Rendsburg; † 21. Januar 1832 in Kiel) war ein deutscher Mathematiker.

## Leben und Wirken
Nicolaus Theodor Reimer war ein Sohn des Rendsburger Pastors Georg Reimer (* 6. November 1741 in Flensburg; † 23. Oktober 1804 in Rendsburg) und dessen Ehefrau Anna Catharina (nicht Sophia), geborene Sievers (* 11. April 1744 in Süderbrarup; † 9. Juli 1796 in Rendsburg), deren Vater Georg Hinrich Sievers ebenfalls Pastor war.
Nach dem Besuch der Rendsburger Lateinschule studierte Reimer ab 1788 Theologie an der Universität Kiel. Dabei besuchte er auch Lehrveranstaltungen zu Philologie und Jura. Nach dem theologischen Examen 1792 in Glückstadt studierte er Mathematik und Philologie an der Universität Göttingen. 1796 wurde er hier zum Dr. phil promoviert. Danach arbeitete er als Adjunkt an der Philologischen Fakultät. Zwei Jahre später wechselte er als Assessor an die Societät der Wissenschaften und arbeitete bis 1800 als Adjunkt bei der Philosophischen Fakultät der Universität.
1801 erhielt Reimer einen Ruf der Universität Kiel als außerordentlicher Professor für Mathematik. Am 8. Mai 1803 heiratete er in Kiel Catharina Charlotta Lorentzen (* 8. Mai 1779 in Kiel; † 23. Juli 1849 ebenda), deren Vater Nicolaus Heinrich Sedien Lorentzen Kaufmann war. 1804 übernahm er die Sachverwaltung der Kieler Sternwarte. Hier versuchte er, das ungenügende Inventar durch Kauf neuer Instrumente zu verbessern, scheiterte mit dem Vorhaben jedoch. 
1810 erhielt Reimer eine ordentliche Professur. Ab 1813 unterrichtete er nicht nur Mathematik, sondern arbeitete auch als Rechnungsführer des königlichen Forstinstituts. Ebenfalls 1813 übernahm er darüber hinaus die Ämter des Quästors und Ädilis der Kieler Universität. 1817 kamen noch der Posten als Rechnungsführer des akademischen Krankenhauses und des Botanischen Gartens hinzu. 1817/18 amtierte er als Rektor der Universität und wurde 1824 Etatsrat.
Neben den beruflichen Tätigkeiten galt Reimer als begabter Musiker und Dichter, der Erzählungen und Gedichte verfasste. B. A. Werner vertonte einige der Werke, die heute aber nicht mehr bekannt sind.

## Wissenschaftliche Arbeiten
Aufgrund seiner umfangreichen administrativen Aufgaben publizierte Reimer nur wenig. In seinen mathematischen Abhandlungen beschäftigte er sich mit der Historie des Fachgebiets. Dazu gehörten mathematische Gedichte der griechischen Anthologie. 1804 übersetzte und überarbeitete er die „Essai sur l’histoire générale des mathématiques“, die Charles Bossut zwei Jahre zuvor geschaffen hatte. 
In seinen Unterrichtsveranstaltungen behandelte er insbesondere die „Analysis des Unendlichen“, darunter die Algebra. Er sprach bevorzugt über „Analysis und höhere Geometrie“ sowie „Funktionslehre und Differentialkalkül“.